# Río Dagomýs

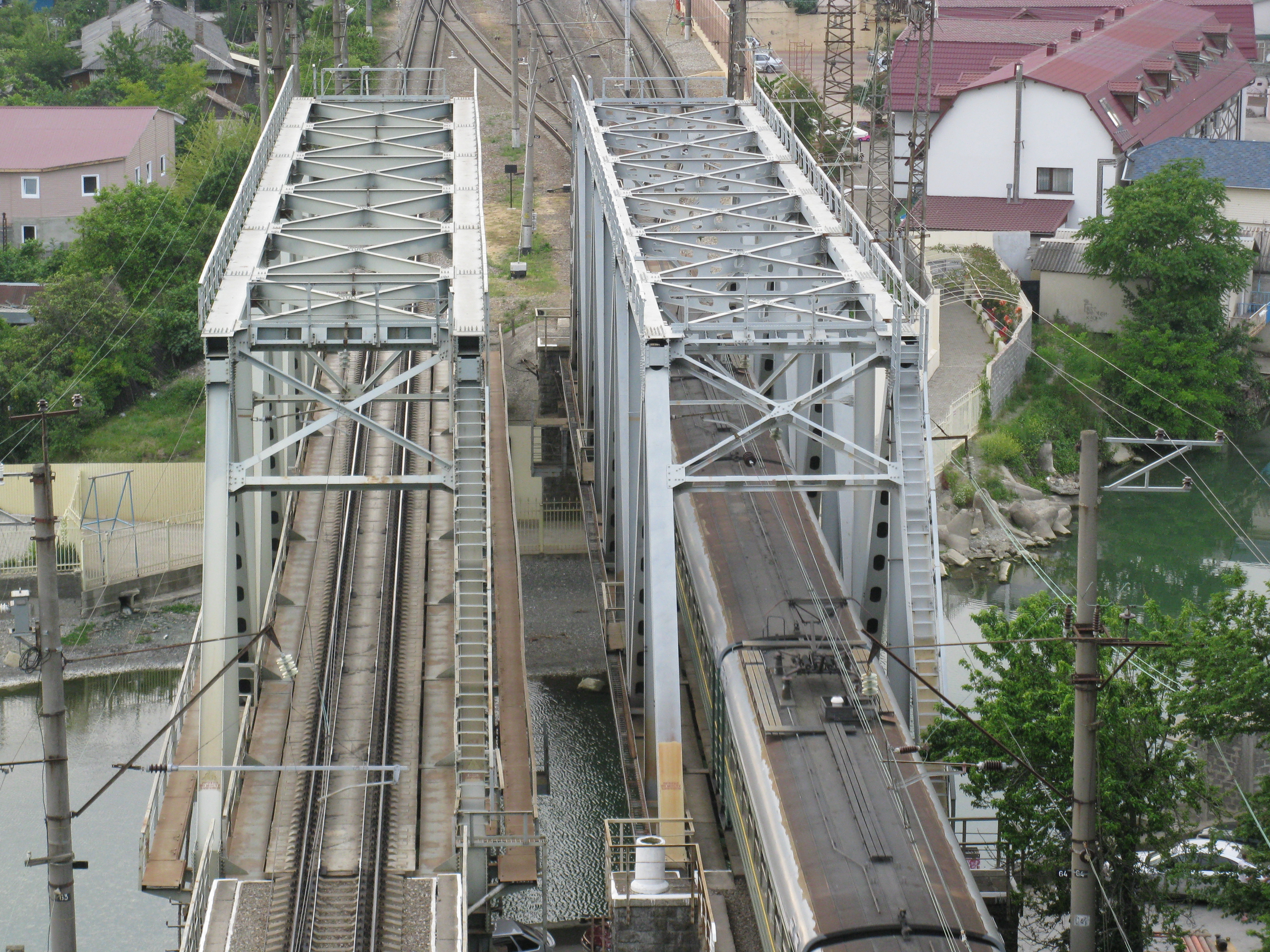
Puente del ferrocarril sobre el río en Dagomýs.

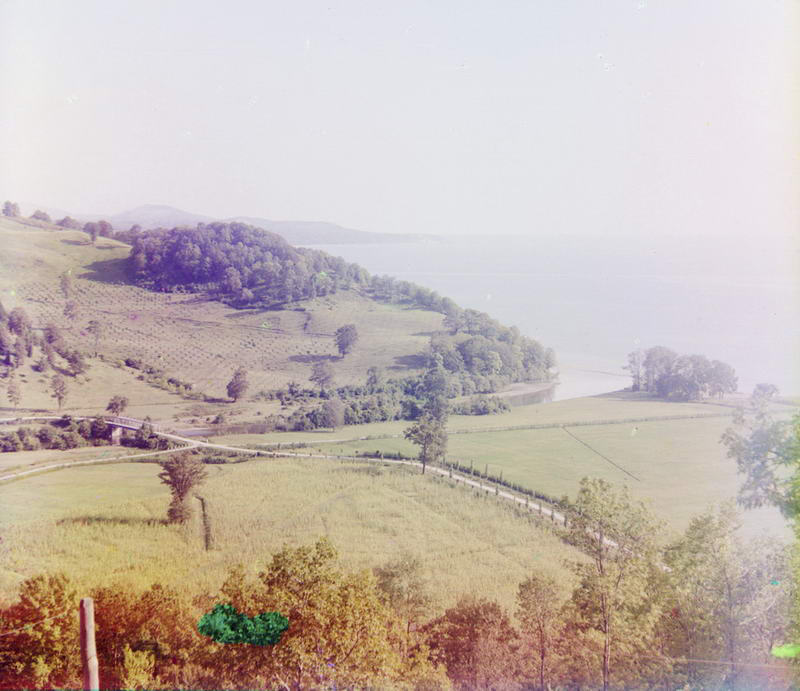
Desembocadura del Dagomýs a principios del, en una fotografía de Serguéi Prokudin-Gorski.

El río Dagomýs (del ruso: Дагомы́с) es un río del krai de Krasnodar, en el Cáucaso Occidental, al sur de Rusia. Discurre completamente por el distrito de Lazárevskoye del ókrug urbano de la localidad de Sochi.

## Curso
Nace de la confluencia de los ríos Západni Dagomýs o Dagomýs Occidental y Vostochni Dagomýs o Dagomýs Oriental en el centro del microdistrito Dagomýs. Desemboca en el mar Negro en la misma localidad. Tiene sin contar el curso de ninguno de sus constituyentes alrededor de 800 m de longitud. Su cuenca cubre 103 km² de superficie.
Su constituyente occidental, el Západni Dagomýs, es un río de montaña que nace a unos 800 m de altura, al norte de Tretia Rota (43°46′37″N 39°45′03″E / 43.77694, 39.75083). Discurre en sus 21 km rumbo al sursudoeste predominantemente. Nueve kilómetros al norte de Dagomys el curso del río se estrecha al paso por la cordillera litoral y crea el cañón Koryta. En su curso medio y bajo se hallan Tretia Gora, Altmets, Volkovka y Dagomýs.
Su constituyente oriental, el Vostochni Dagomýs, es un río de montaña que nace a unos 850 m de altura, al norte de Baránovka (43°46′30″N 39°45′39″E / 43.77500, 39.76083). Discurre en dirección sursudoeste predominantemente en sus 19 km de longitud. En su curso se hallan Baránovka y Ordynka. En su curso medio se hallan las cascadas Shamshitovye.
A lo largo de ambos constituyentes hay diversas rutas de senderismo. El río es atravesado a la altura de Dagomýs por la carretera federal M27 Dzhubga-frontera abjasa y por la línea Tuapsé-Sujumi de la red del ferrocarril del Cáucaso Norte.